# براد مكغان
براد مكغان (بالإنجليزية: Brad McGann)‏ (و. 1964 – 2007 م) هو مخرج أفلام، وكاتب سيناريو نيوزلندي، ولد في أوكلاند، توفي عن عمر يناهز 43 عاماً، بسبب سرطان القولون.

## التعليم
تعلم في جامعة أوتاغو
.

## جوائز
حصل على جوائز منها:

نيشان الاستحقاق لنيوزيلندا

## وصلات خارجية
- براد مكغان على موقع IMDb (الإنجليزية)
- براد مكغان على موقع ألو سيني (الفرنسية)
- براد مكغان على موقع أول موفي (الإنجليزية)
- براد مكغان على موقع قاعدة بيانات الأفلام السويدية (السويدية)
- براد مكغان على موقع قاعدة بيانات الفيلم (الإنجليزية)
- براد مكغان على موقع كينوبويسك (الروسية)